# Cavale, Tonton !
Pour plus de détails, voir Fiche technique et Distribution.
Cavale, Tonton ! (La sbandata) est une comédie érotique italienne d'Alfredo Malfatti (sous la direction de Salvatore Samperi) sorti en 1974.
C'est l'adaptation du roman Il volantino de Pietro A. Buttitta publié en 1965.

## Synopsis
Salvatore Cannavone (Domenico Modugno) est un cordonnier et chausseur sicilien qui a travaillé pendant trente ans à New York. Il revient dans sa ville natale où, bien que de condition modeste en Amérique, il est considéré comme un homme riche et devient le centre d'attraction. Il commence à vivre avec son frère Raffaele (Pippo Franco), sa femme Rosa (Luciana Paluzzi) et sa belle-fille Mariuccia (Eleonora Giorgi). Dès leur première rencontre, Mariuccia et lui s'adonnent à des jeux de séduction. Raffaelle remarque l'intérêt de Salvatore pour Mariuccia et tente d'exploiter la situation pour profiter de l'argent de Raffaele. D'autre part, Salvatore a également un œil sur la voluptueuse Rosa. Mariuccia et Rosa commencent toutes deux à voir la passion de Salvatore comme un moyen de s'assurer les avantages économiques qu'il fournit, ce qui conduit finalement à un curieux ménage à trois. Les choses se compliquent encore lorsque Mariuccia se fiance à un autre homme. 

## Fiche technique
- Titre original italien : La sbandata[1]
- Titre français : Cavale, Tonton ! ou Le Tonton[2]
- Réalisateur : Alfredo Malfatti, sous la supervision de Salvatore Samperi
- Scénario : Salvatore Samperi, Ottavio Jemma (it) d'après le roman Il volantino de Pietro A. Buttitta publié en 1965[3].
- Photographie : Franco Di Giacomo
- Montage : Sergio Montanari
- Musique : Domenico Modugno
- Décors et costumes : Ezio Altieri (it)
- Production : Sergio Bonotti, Salvatore Samperi
- Sociétés de production : Mondial Televisione Film
- Pays de production :  Italie
- Langue originale : italien
- Format : Couleur par Technicolor - Son mono - 35 mm
- Durée : 90 minutes
- Genre : Comédie érotique italienne
- Dates de sortie :
  - Italie : 24 décembre 1974 (Milan)
  - France : 12 mai 1983[2]

## Distribution

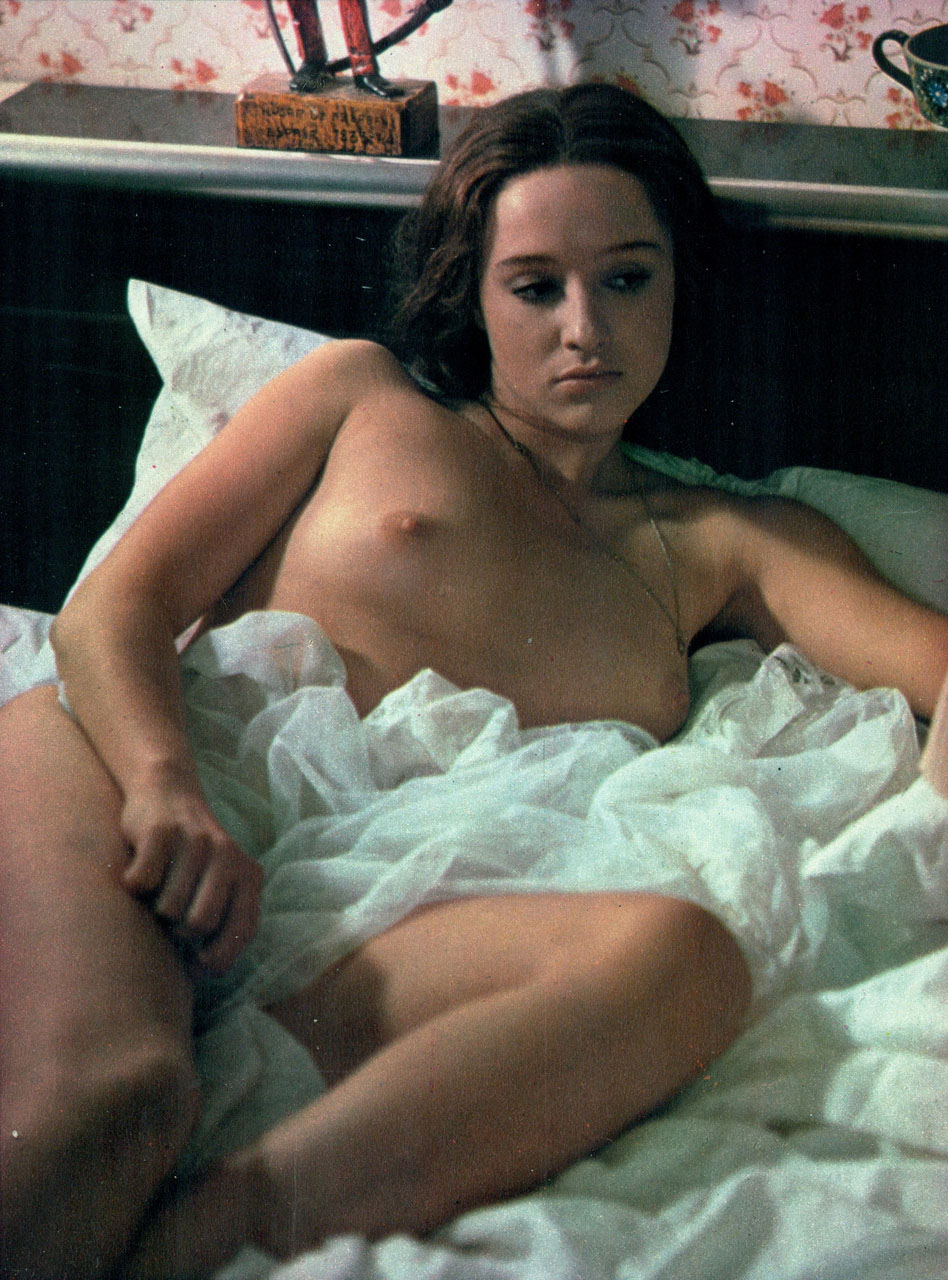
Eleonora Giorgi dans une scène du film.

- Domenico Modugno : Salvatore Cannavone
- Eleonora Giorgi : Mariuccia, la fille de Raffaele
- Pippo Franco : Raffaele Cannavone
- Luciana Paluzzi : Rosa, la femme de Raffaele
- Umberto Spadaro : médecin
- Nino Musco : avocat
- Franco Agostini : Giovanni Liga
- Gino Pernice : Carluzzo
- Renzo Rinaldi : joueur de cartes

## Production
Salvatore Samperi a nié la paternité du film en le faisant signer par Alfredo Malfatti, un documentariste peu connu, comme le montrent diverses interviews et témoignages ; l'un des plus clairs est celui donné à la revue Nocturno par Eleonora Giorgi. À la question « mais qui a réalisé le film ? », elle répond textuellement : « Samperi ! Alfredo Malfatti est son assistant réalisateur, mais il a dû signer le film et Samperi est devenu sur le papier producteur. C'est-à-dire que "Salvatore Samperi présente", car il est sous contrat avec Clementelli-Cinélite, alors qu'il s'agit d'un film Lombardo-Titanus et que des problèmes juridiques se posent. Je m'en souviens très bien, car c'était la première fois que j'allais travailler au sud de Rome. Nous tournions à Sant'Alfio, un petit village de la ceinture de l'Etna [...]. C'était le premier film où j'étais à l'aise parce que Salvatore [Samperi] était un peu plus jeune, il avait une équipe plus jeune [...] ».
Lorsque Eleonora Giorgi joue le rôle de Maria (appelée Mariuccia) dans le film de Samperi, elle a le même âge que le personnage du roman de Buttitta, c'est-à-dire 21 ans. 
Le film a été tourné à Acireale et Sant'Alfio (province de Catane), à Taormine (province de Messine), plus une courte séquence d'ouverture filmée à New York. 